# Udung-Uko
Udung-Uko est une zone de gouvernement local de l'État d'Akwa Ibom au Nigeria.

## Source
- (en) Cet article est partiellement ou en totalité issu de l’article de Wikipédia en anglais intitulé « Udung-Uko » (voir la liste des auteurs).